# Chiya Fujino
Pour les articles homonymes, voir Fujino.
Chiya Fujino (藤野千夜, Fujino Chiya) née le 27 février 1962 est une romancière japonaise née à Fukuoka. Diplômée de l'université de Chiba, elle fut d'abord éditrice d'un magazine de manga avant de se lancer dans l'écriture.
Elle-même femme trans, Chiya Fujino est connue pour écrire sur des personnages toujours un peu hors-norme, avec humour et subtilité. Son premier roman, Gogo no jikanwari (午後の時間割), avait un homme trans pour héros. 
Chiya Fujino a reçu de très nombreux prix littéraires au Japon, dont le prestigieux prix Akutagawa.

## Œuvres
- Gogo no jikanwari (午後の時間割?), 1995, prix Kaien des nouveaux romanciers 1995.
- Shonen to shojo no poruka, 1996.
- Havre de paix (ＢＪ - 1998), Thierry Magnier, 2006.
- Oshaberi kaidan (Chatty), 1998, prix Noma des nouveaux auteurs.
- Natsu no yakusoku (夏のやくそく?), 1999, Prix Akutagawa 1999.
- Une Ménagère au poste de police (主婦と交番, Shufu to kōban?), 2001, dans Tôkyô électrique, Autrement, 2004 ; Picquier, 2006.
- Route 225 (ルート 225 - 2002), Thierry Magnier, 2003.
- Bejitaburu haitsu, 2005.